# Intento de golpe de Estado en Guinea Ecuatorial de 2017
El intento de golpe de estado en Guinea Ecuatorial de 2017 fue un intento de golpe de Estado perpetrado en Guinea Ecuatorial a finales de diciembre de 2017, con el propósito de derrocar al presidente Teodoro Obiang Nguema. En la intentona golpista fueron involucrados un gran número de opositores políticos, tanto de la oposición afincada en el país como de la establecida en el exilio; militarmente fue además llevada a cabo por mercenarios extranjeros.
Gran parte de la oposición ecuatoguineana defiende la hipótesis de que la operación en realidad se habría tratado de un autogolpe orquestado por el propio gobierno para potenciar el poder del régimen de Obiang, siendo esto motivo de debate.

## Antecedentes
En noviembre de 2017 se celebraron en Guinea Ecuatorial unas elecciones legislativas en donde triunfó el Partido Democrático de Guinea Ecuatorial del presidente Teodoro Obiang Nguema. El proceso se vio empañado por denuncias de fraude electoral y hostigamientos a los partidos políticos de la oposición, especialmente a Ciudadanos por la Innovación (CI), liderado por Gabriel Nsé Obiang. Dicho partido no reconoció los resultados electorales y presentó un recurso ante los tribunales de justicia,  en el que se pidió la anulación de los resultados y la repetición de los comicios.
Tras presentar el recurso, CI afirmó haber sufrido detenciones arbitrarias y amenazas por parte del régimen ecuatoguineano.

## Desarrollo del intento de golpe
A fines de diciembre, las autoridades ecuatoguineanas aseguraron haber abortado un intento de golpe de Estado perpetrado por mercenarios cameruneses, chadianos y centroafricanos y supuestamente instigado por CI y su líder Gabriel Nsé Obiang, además del partido opositor en el exilio Coalición CORED. Desde el plano militar, el líder del golpe habría sido el general chadiano Mahamat Kodo Bani, quien confesó haber firmado un contrato por 5000 millones de francos CFA con políticos guineanos de la oposición. El golpe habría comenzado en la localidad camerunesa de Kye-Ossi, localizada en la frontera entre Camerún y Guinea Ecuatorial. Una cincuentena de mercenarios armados fueron detenidos allí y la frontera fue cerrada por órdenes del gobierno ecuatoguineano. Según la versión oficial del gobierno, el objetivo de los mercenarios era asesinar a Obiang y a su familia. El gobierno chadiano, bajo el presidente Idriss Déby, negó cualquier tipo de participación en los hechos.
El proceso de preparación del intento de golpe inició en septiembre de 2017, cuando Kodo Bani comenzó a reclutar mercenarios en su país natal.  Otro militar chadiano, Hamed Yalo, también comenzó a reclutar mercenarios y se juntó con el exmilitar guineano Laban Obama Abesso, participante del Golpe de Libertad en 1979 que desertó del Ejército de Guinea Ecuatorial en 1983 tras volverse opositor a Obiang, tras lo cual se había exiliado en los Estados Unidos. Ambos militares organizaron un contingente de mercenarios  chadianos, centroafricanos, ecuatoguineanos y cameruneses, situándose en la localidad fronteriza de Kye-Ossi entre Camerún y Guinea Ecuatorial. Estos movimientos fueron detectados por las autoridades camerunesas, quienes decidieron no actuar inmediatamente y someter al grupo a vigilancia.
Como siguiente paso, los golpistas comenzaron la internación de armamento en Guinea Ecuatorial y un grupo de golpistas se estableció allí. Al terminarse este proceso, los dos grupos originales (el de Kodo Bani y el de Yalo) se juntaron y se programó el ataque para el 28 de diciembre. En esos días, el presidente ecuatoguineano Teodoro Obiang Nguema se encontraba en el Palacio de Cohete en Mongomo para pasar las fiestas de Navidad y Año Nuevo.
Sin embargo, el 23 de diciembre el gobierno camerunés decide informar a las autoridades ecuatoguineanas de sus hallazgos. En los dos días siguientes, el ejército guineano llevó adelante una operación de rastreo en las ciudades de Mongomo y Ebebiyín (esta última se encuentra al frente de Key-Ossi). En ese momento se comienzan a producir las primeras capturas de mercenarios y armamento. El grupo afincado en Kye-Ossi no tuvo conocimiento de aquello y durante la noche del 27 al 28 de diciembre se dispuso a cruzar la frontera entre Camerún y Guinea Ecuatorial. No obstante, el ejército camerunés (en el marco de un operativo coordinado con las autoridades guineanas) consigue interceptar y detener al contingente. Kodo Bani logró huir, siendo de todas formas detenido dos días después en Douala.
En los días siguientes, se practicaron numerosas detenciones en Malabo, Bata, Ebebiyín y Mongomo. La comunidad chadiana residente en Guinea Ecuatorial se vio especialmente afectada, al ser muchos de ellos asociados al golpe.
El gobierno de República Centroafricana también fue relacionado con el golpe, dado que Yalo es hermano de Sani Yalo, un rico empresario muy cercano al Presidente Faustin-Archange Touadéra. El empresario respondió a estas acusaciones, defendiendo que no se podía involucrar a la totalidad de la familia Yalo por las acciones cometidas por su hermano. El gobierno ecuatoguineano pidió su detención, lo cual aún no ha sido concretado por la justicia centroafricana por falta de pruebas.

## Reacciones y consecuencias
CI rechazó absolutamente la acusación en su contra argumentando que todo era un montaje del gobierno. Aun así, el ejército ecuatoguineano rodeó las sedes del partido confinado en su interior a varias personas y muchos de sus militantes (más de 200 personas) fueron detenidos y torturados. El único diputado electo de CI, Jesús Mitogo Oyono Andeme, fue encarcelado en la Prisión Playa Negra. Las Naciones Unidas enviaron un representante especial del Secretario General de Naciones Unidas António Guterres a la ciudad de Malabo para entrevistarse con las autoridades del país. CI pidió que aquel representante también se entrevistara con la oposición asediada. El representante, François Lounceny Fall, llegó a Malabo el 8 de enero y se entrevistó con el presidente Obiang. Ese mismo día, la sede de CI dejó de ser asediada por elementos de las Fuerzas Armadas, (aunque no fueron liberados los militantes detenidos) posiblemente al descubrirse que los verdaderos involucrados eran personas ligadas al gobierno. Según el conocido abogado Ponciano Mbomio, personas "cercanas al Presidente" financiaron a los mercenarios. Esta tesis fue también compartida por sectores de la oposición en el exilio. Familiares del presidente acusaron a la primera dama Constancia Mangue y al vicepresidente Teodoro Nguema Obiang Mangue de haber organizado el golpe, mientras que este último aludido llevó adelante una purga contra sus enemigos políticos al interior del gobierno. Por su parte, el Gobierno de Guinea Ecuatorial en el exilio declaró que todo se trataba de un autogolpe para consolidar el poder de la dictadura. Según el Ministro de Asuntos Exteriores y Cooperación Agapito Mba Mokuy, la intentona se habría preparado en territorio francés. Producto de esto, el gobierno calificó a la intentona golpista como un acto de terrorismo internacional. Obiang aseveró que el golpe había sido financiado en el país galo, y pidió al gobierno francés investigar los hechos. El embajador ecuatoguineano en Francia Miguel Oyono Ndong Ntutumu pidió asistencia judicial francesa el 31 de enero. A finales de enero, Obiang cesó a cuatro funcionarios del gobierno sospechosos de haber participado en el golpe, incluyendo al Embajador guineano en Chad.
El Partido Democrático de Guinea Ecuatorial y el embajador de Guinea Ecuatorial en Naciones Unidas Anatolio Ndong Mba condenaron la supuesta intentona golpista. Ndong Mba también se reunió con Antonio Guterres, quien envió un mensaje escrito a Obiang. El 23 de enero, el embajador ecuatoguineano en Bruselas, Carmelo Nvono-Ncà, se reunió con funcionarios del Servicio Europeo de Acción Exterior (SEAC) para tratar el asunto del golpe en la Unión Europea. Dos días después se reunió con Nuno Brito, embajador de Portugal ante la UE. El 26 de enero se reunió con los representantes españoles en el Comité Político y de Seguridad de la Unión Europea, Manuel Acerete y María Lledó.  El 29 de enero, Teodorín Nguema Obiang pronunció un discurso durante una cumbre de la Unión Africana, donde volvió a condenar el golpe. El 1 de febrero, Obiang se reunió con el embajador de España en Guinea Ecuatorial, Guillermo López, quien condenó el golpe. Por otro lado, la portavoz del Servicio Exterior de la Unión Europea Catherine Ray denunció un fuerte deterioro de los derechos humanos en el país.
En vísperas de la constitución del nuevo parlamento, CI aseguró que no se integraría a las instituciones hasta que se regularizara la situación de sus detenidos y su único diputado fuese liberado. El partido denunció que la noche del 13 de enero uno de sus militantes murió producto de las torturas de las que fue víctima en prisión. Pocos días después también se denunció un intento de asesinato al chofer de Nsé Obiang. En una entrevista concedida aquellos días a medios de comunicación franceses, Obiang aseguró que la muerte del militante de CI se había producido por enfermedad, pero la oposición respondió publicando fotografías de las torturas. El fiscal general de la República David Nguema Ondó respaldó, por su parte, la versión de Obiang. El fallecido, Santiago Ebee Elà, fue enterrado el 18 de enero en el Cementerio de Malabo, en presencia de personalidades de la oposición como Gabriel Nse Obiang y Andrés Esono Ondó. El gobierno español expresó su consternación por la muerte del opositor y exigió al gobierno guineano llevar adelante una investigación. A esta petición se sumó también el opositor PSOE. El Bloco de Esquerda portugués presentó un voto de condena en la Asamblea de la República relativo a la situación de Guinea Ecuatorial, el cual fue aprobado por el parlamento. La Asamblea también condenó unánimemente la muerte de Ebee Elà. El ministro de Asuntos Exteriores portugués Augusto Santos Silva pidió que las investigaciones relativas al golpe de Estado se realizaran en el marco de un estado de derecho. La Unión Europea exigió que la muerte del opositor se investigara sin demora. CI agradeció públicamente la preocupación del gobierno español, pero exigió que la investigación se llevara a cabo de forma imparcial, al tiempo que continuó denunciando los malos tratos a sus militantes detenidos. El abogado de los presos, Fabián Nsue, declaró que las condiciones en las que vivían habían mejorado y se les permitía acceso a necesidades básicas, habiendo también cesado los maltratos. Sin embargo, se denunció que no podían recibir visitas. El 23 de enero, Nse Obiang se reunió con una delegación de Naciones Unidas. Su partido denunció amenazas de muerte a su persona y su familia. Andrés Esono de la CPDS también sostuvo una reunión con representantes de la ONU. Por otro lado, el embajador ecuatoguineano ante la CPLP Tito Mba Ada se reunió con la secretaria ejecutiva de la CPLP Maria do Carmo Silveira para tratar el tema del golpe. Meses después, la CPLP elaboró un manifiesto oficial de condena a los hechos.
Las dos cámaras del Parlamento (la Cámara de los Diputados y el Senado) se constituyeron el 12 de enero de 2018, dando comienzo a una nueva legislatura. Gaudencio Mohaba Mesu fue reelegido como Presidente de la Cámara de los Diputados y Teresa Efua Asangono como presidenta del Senado. El diputado de CI Jesús Mitogo Oyono, al estar aún encarcelado, no pudo jurar su cargo.
A mediados de enero, el gobierno convocó varias manifestaciones masivas de condena al golpe. El Ministerio de la Seguridad Nacional emitió un comunicado pidiendo que terminaran los abusos cometidos tras el intento de golpe hacia los chadianos y centroafricanos residentes en el país.
Tras el golpe, Obiang se rodeó de más de 4000 soldados ugandeses para resguardar su seguridad. La oposición en el exilio denunció la desaparición forzada de 43 personas.
En febrero de 2018, la fiscalía guineana formuló una querella criminal contra los implicados. Ese mismo mes, la Cámara de los Diputados y el Senado firmaron una declaración institucional en contra del intento de golpe.
El 10 de marzo, el fiscal de Tribunal Supremo concedió una rueda de prensa en la que inculpó a un ciudadano francés, Dominique Calas (extrabajador de la Embajada de Guinea Ecuatorial en Francia como encargado de comunicación), como el financiador de los mercenarios. Calas habría recibido aquel dinero de un grupo de ecuatoguineanos. Tras conocer estos detalles, el gobierno ecuatoguineano volvió a exigir la ayuda del gobierno francés. La publicación AfriquEducation incluso denunció que elementos golpistas continuaban en actividad. Dominique Calas negó rotundamente su vinculación con el golpe. Aun así, el gobierno ecuatoguineano siguió insistiendo en su vinculación. Otro francés implicado por las autoridades guineanas, el exmiembro de la DGSE Alain Juillet, también negó rotundamente sus conexiones con los hechos. A fines de marzo de 2018, el embajador ecuatoguineano en Francia Miguel Oyono señaló la supuesta participación de un tercer ciudadano francés llamado Stéphane Ravion. Este también desmintió su participación en el golpe y anunció el emprendimiento de acciones legales contra las autoridades guineanas. Ravion también aseguró haber enviado cartas y correos electrónicos a las autoridades de Guinea Ecuatorial pidiendo que le clarificaran las acusaciones. El francés denunció no haber recibido respuesta alguna.
El 17 de marzo de 2018, el presidente Obiang condecoró a los militares que participaron en la sofocación del intento de golpe.
En abril de 2018, se anunció que Guinea Ecuatorial abriría sus fronteras con Camerún de forma intermitente (dos veces a la semana) para posibilitar los intercambios comerciales. Ese mismo mes, durante una conferencia de prensa, Obiang se quejó de la “falta de solidaridad en África” ante el intento de golpe de Estado.
A fines de abril fueron detenidos en la República Centroafricana  Feissal Mandjo e Issaka Ousmane, dos hombres sospechosos de estar vinculados a los hechos. El primero es hermano del actual ministro de Ganadería centroafricano Yerima Mandjo, y cree que mantuvo contacto directo con Hamet Yalo, uno de los líderes del fallido golpe. Actualmente, la justicia chadiana investiga también una transferencia de dinero sospechosa desde una cuenta en Francia hacia la cuenta de la Oficina de Adiestramiento Vial Centroafricano, presidida por el hermano de Yalo.
El 27 de abril, se dio a conocer que Stéphane Ravion se querelló contra el embajador de Guinea Ecuatorial en Francia Miguel Oyono Ndong Mifumu, debido a las acusaciones en su contra emitidas por el diplomático.
El 28 de abril tuvo lugar una manifestación de repulsa al intento de golpe frente a la embajada de Guinea Ecuatorial en España, convocada por el PDGE. Dicha manifestación fue considerada un fracaso por parte de la oposición en el exilio.
En junio de 2018, la Frontera entre Camerún y Guinea Ecuatorial fue reabierta totalmente.

### Juicio contra CI
Tras la intentona golpista, 146 presos (todos militantes de CI) fueron sometidos desde febrero de 2018 a un juicio cuyas acusaciones no fueron divulgadas hasta el inicio del proceso. 
Los detenidos fueron defendidos por los abogados opositores al régimen Ponciono Mbomio, Fabián Nsue y María Jesús Bikene Obiang, quienes pudieron hablar con sus clientes en prisión durante cortos periodos de tiempo. El juicio se llevó a cabo en Mongomo. CI denunció que el fiscal había pedido duras penas para los acusados, incluyendo la pena de muerte.
El 9 de febrero, CI convocó a una manifestación frente a la Embajada de Guinea Ecuatorial en Madrid para protestar contra el juicio.
El juicio comenzó el 12 de febrero. Los cargos a los acusados incluyeron   sedición, atentado contra la autoridad, desórdenes públicos, heridas graves y daños. Gran parte de estos delitos estaban también vinculados a los enfrentamientos producidos en Akonibe durante la campaña electoral. El fiscal general David Nguema Obiang aseguró que no se trataría de un juicio político, declaraciones rechazadas por CI. Durante el juicio, los detenidos mostraron señales de tortura física. Fabián Nsue denunció irregularidades en el proceso. Al prestar declaración, muchos detenidos detallaron las torturas que sufrieron. Los procesados no recibieron atención médica alguna. Una mujer embarazada sufrió un aborto como resultado de los maltratos. En la séptima sesión, comparecieron en calidad de testigos el Comisario de policía y el Delegado de Gobierno de Akonibe, quienes declararon sobre los incidentes acaecidos durante la campaña electoral en lugar. Al ser interrogados por la defensa de los procesados, no se pudo acreditar que estos hubiesen incurrido en algún tipo de acto criminal. CI acusó al gobierno de haber instigado los incidentes de Akonibe, y durante la sesión de 21 de febrero se presentaron fotografías y vídeos de los sucesos para clarificar los acontecimientos.
En la tercera sesión del juicio, el fiscal pidió la pena de muerte para todos los procesados. La defensa, en contraste, pidió la absolución. Ante la posibilidad de una condena a muerte colectiva, la secretaria ejecutiva de la CPLP Maria do Carmo Silveira se puso en contacto con las autoridades ecuatoguineanas, las cuales desmintieron que se llegara a tomar esa decisión. En la sesión del 23 de febrero, finalmente el fiscal levantó los cargos a la enorme mayoría de los acusados, manteniendo el cargo de sedición con una pena de “prisión mayor a muerte” a un total de 34 procesados. También el fiscal solicitó la ilegalización del partido, lo cual fue condenado por el mismo.
La sentencia del juicio se dio a conocer el 26 de febrero. 36 acusados (incluyendo el diputado Jesús Mitogo Oyono) fueron condenados a 26 años de prisión (en un principio se informó erróneamente que las penas eran de 44 años). Pese a que gran parte de los procesados fueron absueltos, también la sentencia incluyó la ilegalización de CI. CI anunció su intención de recurrir la sentencia, lo cual finalmente concretó interponiendo un recurso de casación ante la Corte Suprema de Justicia. En un comunicado oficial desde España, el Partido Popular, el Partido Socialista Obrero Español, Unidos Podemos, En Comú Podem, Ciudadanos y el Partido Nacionalista Vasco denunciaron la persecución al partido opositor y exigieron el "respeto a los derechos humanos, a las libertades públicas y a las normas elementales de la democracia". En contraste, el PDGE justificó las condenas, lo cual fue repudiado por CI. El partido opositor también advirtió que tanto los condenados a prisión como los liberados podrían haber sido envenenados durante su encarcelamiento, e instó sus seguidores excarcelados a realizarse exámenes médicos.
El Partido del Progreso de Guinea Ecuatorial condenó el juicio y exigió la liberación de todos los procesados. Lo mismo hizo la CPDS, el partido opositor en el exilio Unión por la Democracia y el Desarrollo Social (UDDS), la Alianza Nacional para la Restauración Democrática (ANRD) y el Partido Socialista Francés. El gobierno español se puso en contacto con Gabriel Nsé Obiang y aseguró mantener un diálogo constante con la oposición guineana para promover la democracia.
De acuerdo a denuncias de la oposición, los militantes encarcelados de CI no podían recibir visitas, ni alimentos, ni atención médica. Incluso, el partido denunció la detención de una militante que se prolongó durante más de un mes, efectuada solo por proporcionar alimentos a los condenados. Dicha militante fue sorpresivamente liberada al día siguiente de emitirse la denuncia del partido.
Durante mucho tiempo, CI asegura ser objeto de una constante vigilancia y hostigamiento por parte de las fuerzas militares gubernamentales. Además, el partido afirmó que muchos de sus militantes encarcelados se encontraban enfermos producto de las múltiples torturas que sufrieron durante su estadía en prisión. Su página web fue bloqueada por el gobierno.
El 2 de mayo de 2018 inició el juicio del recurso de casación interpuesto por el partido para revocar su ilegalización. Dicho proceso estuvo a cargo de los abogados Fabián Nsue y Ponciano Mbomio. La sentencia definitiva fue dictada el 7 de mayo, y confirmó tanto la ilegalización de CI como las condenas a sus militantes. CI se mostró en desacuerdo con el veredicto y acusó al sistema judicial guineano de estar manipulado por el gobierno. La ilegalización de CI también fue condenada por la Convergencia para la Democracia Social (CPDS).
El 15 de mayo, CI lanzó una petición a través de la plataforma Change.org pidiendo apoyo en su lucha contra el régimen. Dos días después la secretaria general de CI María Jesús Mene Bopabote viajó a Bruselas y fue recibida por las instituciones de la Unión Europea, presentando un expediente sobre las violaciones a los derechos humanos cometidos por el gobierno.
El 7 de junio, CI presentó interpuso un recurso de amparo ante el Tribunal Constitucional por considerar que la condena ratificada en su contra violaba la Ley Fundamental de Guinea Ecuatorial.
El 3 de julio, CI denunció la muerte en prisión de su militante Juan Obama Edú, producto de las torturas de las que había sido objeto durante su cautiverio. Un día después, el gobierno de Obiang anunció una amnistía general para todos los presos políticos en miras a la Mesa de Diálogo convocada por el gobierno semanas antes. CI, la CPDS y la FDR valoraron de forma positiva la medida, pero denunciaron las arbitrariedades del régimen. De forma similar se pronunciaron el Gobierno de España y Amnistía Internacional. En cuanto a la muerte del preso, el Gobierno se defendió argumentando que había fallecido por causas naturales, lo cual fue desmentido por CI. El Diálogo Nacional comenzó el día 16 de julio en el Palacio de Conferencias de Sipopo con la participación de 17 partidos políticos (incluido CPDS) y la ausencia de CI, que lamentó su exclusión. Tras la clausura del evento, CI valoró los resultados de la Mesa de Diálogo como un fracaso. También denunció el incumplimiento de la amnistía, ya que sus presos políticos no fueron liberados. Durante los siguientes meses, se siguieron denunciando las malas condiciones de vida de los detenidos.
En octubre de 2018, en vísperas del 50.º aniversario de la independencia de Guinea Ecuatorial, todos los presos de CI fueron liberados, incluyendo su diputado electo Jesús Mitogo. Su líder Gabriel Nsé declaró que a partir de ahora espera recuperar el escaño parlamentario del partido.

### Otros procesos
Los detenidos no vinculados al partido CI fueron sometidos a otro proceso judicial. Se cree que la cifra de detenidos alcanzó las cuarenta personas, de las cuales la mayoría estaría supuestamente vinculada al Partido Democrático de Guinea Ecuatorial (PDGE). Los detenidos fueron interrogados en la cárcel pública de Bata y se denunció que no contaban con asistencia letrada. De acuerdo a la oposición, importantes políticos del gobierno como Clemente Nguema Onguene, Marcelino Nguema Onguene, Teresa Efua Asangono y Jerónimo Osa Osa Ecoro habrían estado implicados en la trama golpista. Efectivamente, en noviembre de 2018 más de una cuarentena de destacados militantes del PDGE fueron expulsados de la colectividad por su vinculación a los acontecimientos. Como reacción, el 3 de noviembre varios miembros del PDGE se manifestaron en  Nzagayong como gesto de repulsa. Los miembros expulsados del PDGE, según se anunció, serían sometidos en el futuro a un juicio. Algunos militantes del PDGE acusaron al secretario general de la CPDS Andrés Esono Ondó de estar implicado en el intento de golpe, aunque no existen pruebas de ello.
A raíz de la implicación de militantes del PDGE en el intento de golpe de Estado, Ciudadanos por la Innovación presentó ante la Fiscalía una denuncia en la que pidió la disolución del partido gobernante.
El gobierno guineano inició negociaciones con las autoridades camerunesas para extraditar a Guinea Ecuatorial a los detenidos en Camerún, incluyendo a los líderes de la fallida operación. Se esperaba que el proceso judicial iniciara en febrero de 2019.
En enero de 2019, el Ministerio de Seguridad Nacional publicó una lista de supuestos implicados en el intento de golpe.
El juicio contra los implicados se iniciaría el 15 de febrero de 2019, aunque finalmente se aplazó. Establecida como nueva fecha el 18 de marzo, nuevamente el juicio fue aplazado, iniciando finalmente el 22 de marzo. El proceso recibió críticas dado que dos semanas antes de su inicio no se conocían las penas que se pedían para los imputados ni los cargos que pesaban sobre los mismos. Además, la oposición en el exilio acusó al gobierno ecuatoguineano de pagar a falsos testigos en Bangui, capital de la República Centroafricana, y de prepararlos para testificar contra los encausados. Previo al inicio del juicio, la oposición denunció la muerte en prisión de Onofre Otogo Otogo Ayecaba, uno de los supuestos implicados en el golpe. Esto fue desmentido en vísperas del inicio del proceso.
El número de procesados se dividió entre procesados presentes y procesados ausentes. Los procesados presentes fueron más de 80, mientras que los procesados ausentes superan el centenar. La relación de procesados ausentes reúne a buena parte de la oposición en el exilio (entre ellos Salomón Abeso Ndong y Severo Moto). Entre los acusados presentes figuran 24 extranjeros, entre ellos chadianos y centroafricanos. La oposición en el exilio nuevamente desmintió toda vinculación o responsabilidad en los hechos de 2017.
Gran parte de los abogados defensores pudieron entrevistarse con sus clientes aunque con apenas un día de antelación. Los acusados en su mayoría mostraban secuelas de las torturas.
A los acusados se les inculpó por “traición” e “injurias a la persona del Jefe de Estado”, así como por “terrorismo” y “posesión de depósitos de armas y municiones”. El representante del Ministerio Público solicitó estas penas en su primera intervención el 22 de marzo. El proceso se celebró en la ciudad de Bata. Un total de 16 abogados defendieron a los múltiples acusados. La oposición en el exilio denunció la intervención del gobierno de Obiang en el proceso, pues dos fiscales militares fueron nombrados para el mismo.
Durante el juicio, algunos acusados confirmaron su participación en un plan para derrocar al gobierno pero afirmaron no tener vínculos con la mayoría del resto de los encausados. Efectivamente, hubo acusados que dijeron no tener conocimiento al respecto. El acusado Enrique Nsue (ex embajador de Guinea Ecuatorial en Chad) declaró que el gobierno supuestamente tenía conocimiento de un posible golpe desde 2016 y que incluso una delegación viajó en un avión presidencial a Yamena para negociar con los supuestos potenciales atacantes.
El 22 de abril, el presidente del tribunal suspendió el juicio durante una semana. Se incluyó a dos nuevos fiscales militares y otros dos magistrados militares, además de formular nuevos cargos contra algunos de los acusados. Esto constituyó una violación a la ley ecuatoguineana, la cual establece que “…cuando se acusa a militares y civiles de un delito, el tribunal encargado del proceso será civil”. Tras la inclusión de los fiscales y magistrados militares, el tribunal utilizó el código militar de manera indiscriminada, según la oposición para silenciar a las defensas y asegurar las condenas.
Mientras se desarrollaba el juicio, el líder de la CPDS Andrés Esono Ondó fue detenido en Chad acusado por el gobierno de organizar otro golpe de Estado. La detención de Esono fue condenada por la oposición interior, mientras que el gobierno español expresó su preocupación. También el gobierno de Portugal pidió aclarar la detención del opositor, mientras que el primer ministro de Cabo Verde Ulisses Correia e Silva anunció que se entrevistaría con Obiang al respecto. También expresaron su apoyo a Esono la Internacional Socialista, la Alianza Nacional para la Restauración Democrática y el partido opositor chadiano Unión Nacional para el Desarrollo y la Renovación. CPDS negó las acusaciones relativas a un supuesto intento de golpe e instó a las autoridades chadianas a liberar a su líder, acusándolas de "secuestro". Esono fue finalmente liberado el 24 de abril y regresó a su país al día siguiente, siendo recibido a su llegada por, entre otros, el embajador español. Ante esta situación, el gobierno guineano acusó al embajador de ser el autor intelectual del supuesto intento de golpe. Esono declaró por su parte que su detención en Chad se había producido por una trampa del gobierno de Obiang y que este estaba haciendo “falsas acusaciones contra sus ciudadanos en el extranjero para que puedan ser encarcelados”, además de denunciar lo que consideraba una persecución sistemática. Poco después, CPDS emitió una declaración institucional denunciando la difamación del gobierno e instó a la Fiscalía General a “procesar” a los autores de “acusaciones falsas”.
En la última etapa del juicio, el partido opositor Unión Popular acusó al tribunal de ignorar a la defensa de los acusados.
El juicio concluyó sus sesiones el 24 de mayo de 2019, y las peticiones  definitivas del fiscal incluyeron como pena máxima 29 años de cárcel y la mínima de 4.
Pocos días después se dieron a conocer las sentencias, las cuales resultaron más severas de lo pedido por la fiscalía. Más de 130 acusados fueron condenados a penas de entre 3 y 96 años de prisión. Entre los condenados hubo ciudadanos de Chad, República Centroafricana, Camerún y Francia, muchos de los cuales fueron juzgados en ausencia. Se dictaron penas de 96 años contra tres opositores ecuatoguineanos en el exilio: Bienvenido Ndong Ondo (alias Ricky), Martin Obiang Ondo y Ruben Clemente Nguema Engonga. El opositor en el exilio Salomon Abeso Ndong fue condenado por su parte a 59 años de cárcel, mientras que Severo Moto Nsá recibió la misma sentencia. Otras condenas relevantes fueron las del francés Dominique Calace de Ferluc (en ausencia, 59 años), la del ex embajador ecuatoguineano en Chad Enrique Nsue Anguesomo (50 años) y la del exdirector de seguridad del presidente Obiang Nguema, Julian Ondo Nkumu (21 años). La condena a 58 años del ciudadano italiano de origen ecuatoguineano Fulgencio Obiang Esono desencadenó una polémica en el país europeo. Obiang Esono había sido secuestrado durante un viaje a Togo y trasladado forzosamente a Guinea Ecuatorial.
Por otro lado, el tribunal absolvió a 21 de los acusados y ordenó su inmediata puesta en libertad.
El abogado defensor Ponciano Mbomio Nvo calificó las sentencias como "arbitrarias" Y afirmó que se habían decidido mucho antes de que empezara el proceso, y que este último solo había sido un montaje.
El juicio fue considerado injusto por representantes del Colegio de Abogados de Estados Unidos que habían asistido como observadores, y pidieron la revisión de las sentencias de todos los condenados. El condenado en ausencia Salomón Abeso Ndong también desestimó el proceso y declaró que en Guinea Ecuatorial “no hay justicia”. La ONG EGJustice llamó a desestimar la sentencia. Human Rights Watch también condenó el desarrollo del proceso.
En un proceso judicial paralelo, un tribunal de Chad condenó a once personas a 20 años de cárcel por su participación en el intento de golpe de Estado.
En julio de 2019 se dio inicio en Camerún al proceso judicial en contra de Mahamat Kodo Bani y otros 26 acusados de participar en el golpe.
En noviembre de 2019, cuatro opositores guineanos militantes del Movimiento de Liberación de Guinea Ecuatorial III República (Bienvenido Ndong, Martín Obiang, Feliciano Efa y Julio Obama) fueron secuestrados en Yuba (Sudán del Sur) y trasladados forzosamente a Guinea Ecuatorial, siendo encarcelados en Bata. Ndong y Obiang habían sido previamente condenados a 96 años de prisión por su presunta participación en el golpe, lo cual había sido negado. El abogado Ponciano Mbomio, quien en el anterior juicio había defendido a 10 acusados, asumió la representación de los detenidos. El gobierno de Obiang no permitió que la Embajada española prestase asistencia consular a dos detenidos que contaban con ciudadanía española, Efa y Obama. Según un portavoz del Ministerio de Asuntos Exteriores, “la Embajada de España en Malabo, además de haberlo solicitado por conducto oficial, sigue haciendo gestiones para averiguar el paradero y la situación de los españoles que supuestamente estarían en prisión en aquel país sin que por el momento las autoridades de Guinea Ecuatorial hayan confirmado su detención o proporcionado información alguna sobre los mismos”. Amnistía Internacional también exigió a Obiang que aclarase el paradero y suerte de los opositores. En un comunicado oficial, el gobierno de Obiang sugirió que los cuatro opositores fueron entregados por las autoridades de Sudán del Sur, en el marco de la cooperación pedida por las autoridades ecuatoguineanas en la investigación del intento de golpe.
Como denuncia por la detención de los opositores, grupos exiliados realizaron una manifestación frente al Ministerio de Asuntos Exteriores de España, así como frente a la Embajada de Guinea Ecuatorial en Madrid. También desde el Parlamento Europeo se manifestó el seguimiento constante del caso.
En marzo de 2020 inició un proceso judicial en contra de los cuatro secuestrados, en el cual ninguno de ellos contó con defensa civil. La información en torno a dicho proceso es escasa, y hasta la fecha no se conocen los cargos formulados contra los acusados. El 27 de marzo, el tribunal militar condenó a 90 y 60 años de cárcel, respectivamente, a Feliciano Efa y Julio Obama; y a 90 años a Bienvenido Ndong y Martín Obiang. Otras seis personas juzgadas junto a ellos también recibieron duras penas. El grupo, según la sentencia, entró en contacto con un coronel chadiano quien aseguraba disponer de un contingente de combatientes en la selva entre Congo, Camerún y Gabón; y a su vez les puso en contacto con el francés Norbert Gazier, quien se habría ofrecido para diseñar un nuevo plan de golpe de Estado. En una serie de reuniones celebradas en Francia, Gazier habría aceptado financiar el 80% del coste de la operación (compra de armas en Sudán del Sur y pago a los mercenarios) a cambio de un cargo de consejero en el futuro Gobierno de Guinea Ecuatorial.
Tras la sentencia, la dirección del MLGE III R envió una carta a la Alta Comisionada de las Naciones Unidas para los Derechos Humanos Michelle Bachelet, al considerar el proceso como ilegal e ilegítimo.
En febrero de 2020, las Fuerzas Armadas intentaron detener sin orden judicial al expresidente de la Corte Suprema Juan Carlos Ondo Angue debido a su presunta vinculación con el intento de golpe. Los uniformados rodearon el domicilio del juez, quien por temor a ser eliminado decidió llamar a los embajadores de España, Francia y Estados Unidos, quienes acudieron.  La detención fue finalmente evitada, y el gobierno ecuatoguineano acusó a los diplomáticos de injerencia. Como respuesta a esta acusación, los gobiernos de España y Francia defendieron a sus embajadores. Por su parte, Ondo Angue logró escapar del país y actualmente se encuentra en paradero desconocido. Según fuentes de la oposición, supuestamente el exjuez se encontraría en París. La caída en desgracia de Ondo Angue también desencadenó en la destitución de su madre Purificación Angue Ondo como Embajadora de Guinea Ecuatorial en España. Angue Ondo defendió a su hijo de las acusaciones. El hermano de Ondo Angue, Miguel Ángel Ondo Angue, también fue cesado de su cargo de Embajador en Rusia.
En marzo de 2022, un tribunal militar de Yaundé (Camerún) condenó a 25 personas a penas de entre 30 y 35 años de prisión por su participación en el intento de golpe de Estado.